# Le Brévent
Le Brévent (2 525 mètres) est un sommet situé à l'extrémité méridionale des aiguilles Rouges, dans le département de la Haute-Savoie. En dépit de son altitude relativement peu élevée, il est très fréquenté pour sa situation au-dessus de la vallée de l'Arve et pour le large panorama qu'il offre sur le massif du Mont-Blanc.
Il est accessible par un téléphérique depuis 1930. Une télécabine relie Chamonix-Mont-Blanc à la station intermédiaire de Planpraz. De là, un téléphérique rejoint le sommet du Brévent via un câble sans pylône. C'est l'un des domaines skiables les plus proches du centre de Chamonix.
Le lac du Brévent se trouve en contrebas du sommet.

## Domaine skiable
La première descente à ski du Brévent par le col du Brévent est réalisée le 14 avril 1941 par Félix Germain.
Un télécabine moderne datant de 2008 part depuis Chamonix et rejoint l'essentiel du sous-domaine. De là, un téléphérique de 60 places rejoint le point culminant du domaine. Les pistes du sommet s'adressent aux skieurs de bon niveau. Une longue piste noire permet de rejoindre Chamonix dans la vallée. Le télésiège Cornu, modernisé, dessert 4 pistes sur le centre du domaine. Un téléphérique de liaison, accessible en empruntant des pistes bleues, relie le sous-domaine de la Flégère.
Ce sous-domaine est orienté sud.

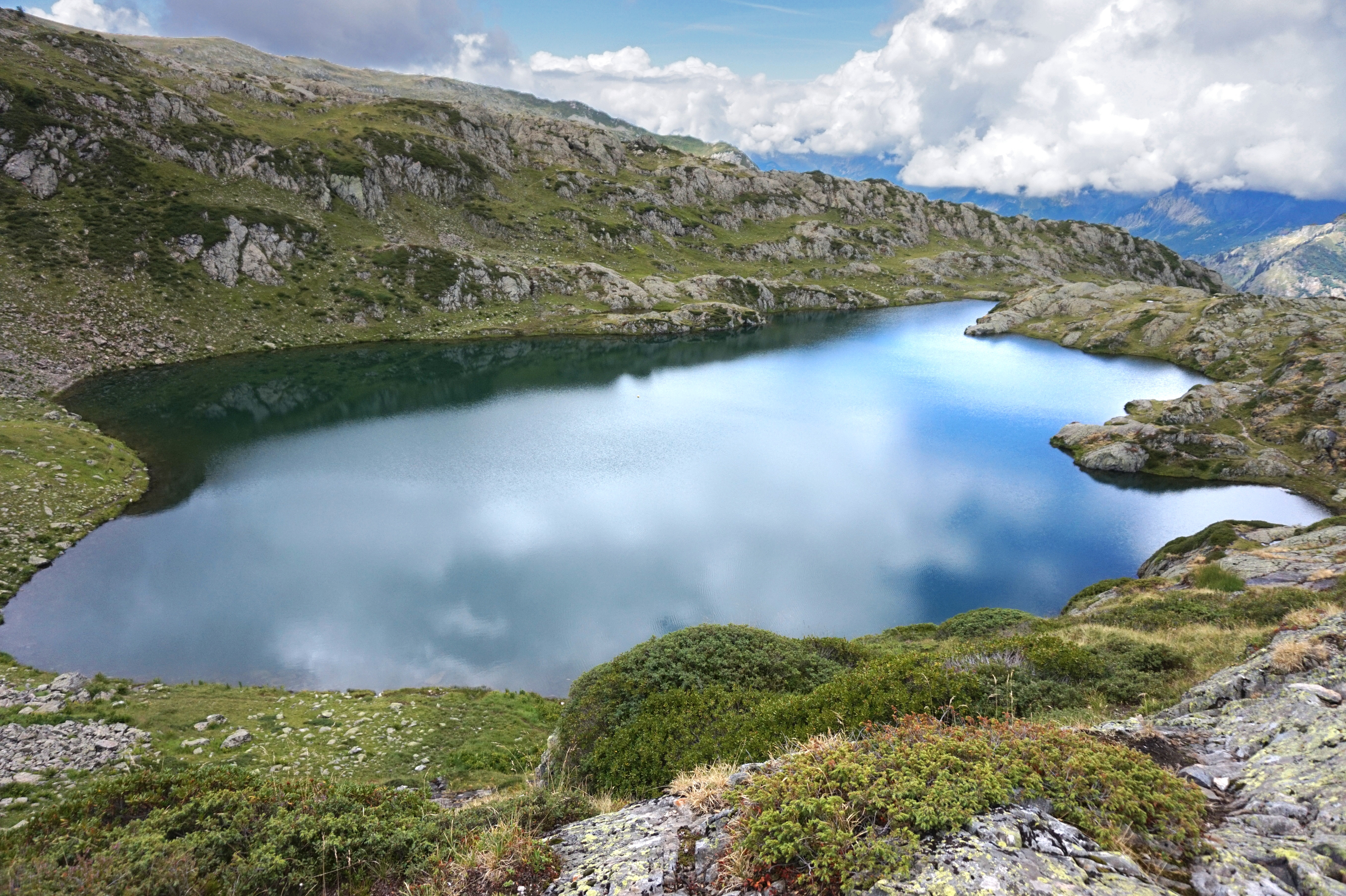
Lac du Brévent
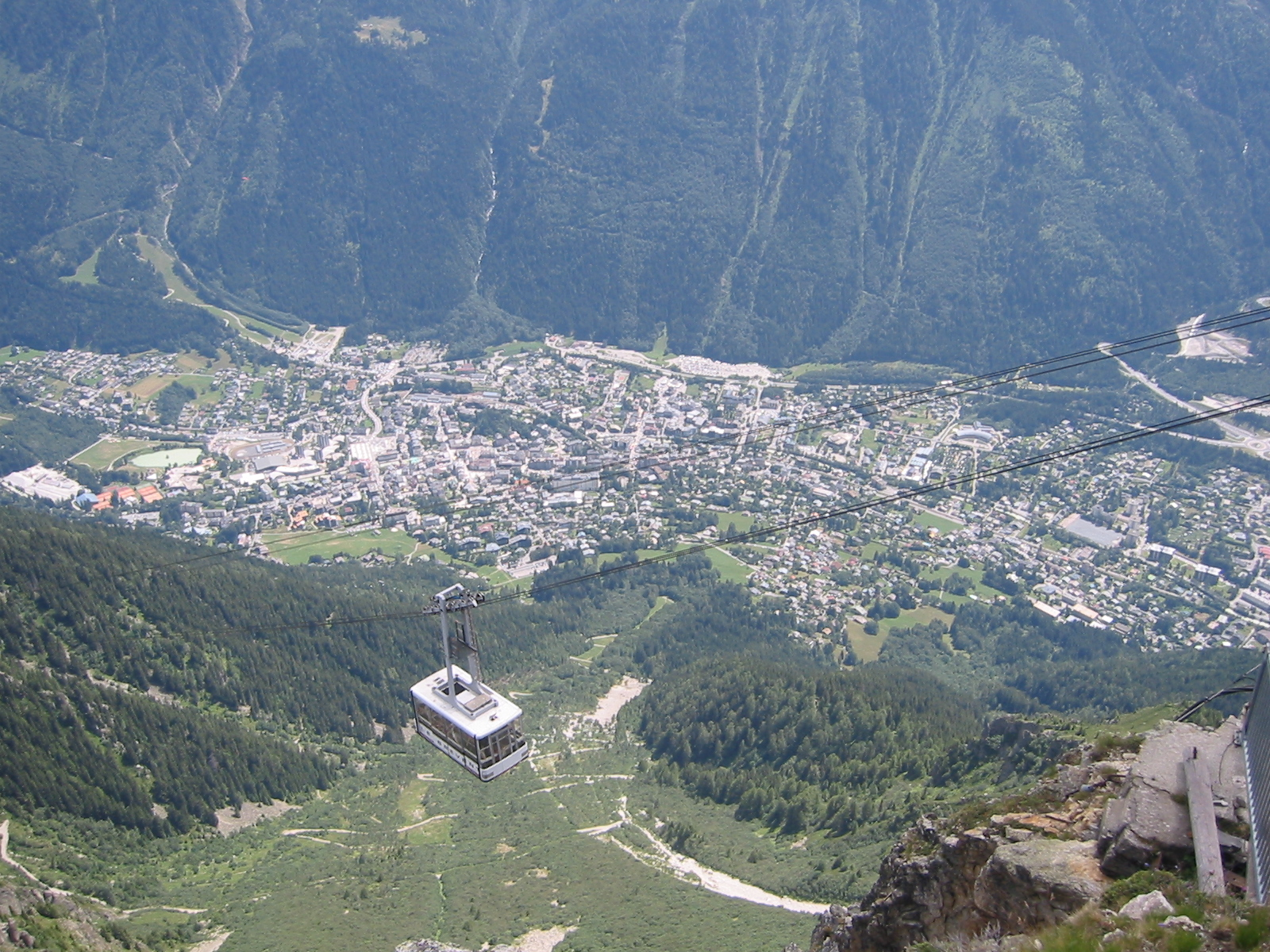
Chamonix et le téléphérique
Le mont Blanc vu du Brévent en 1935
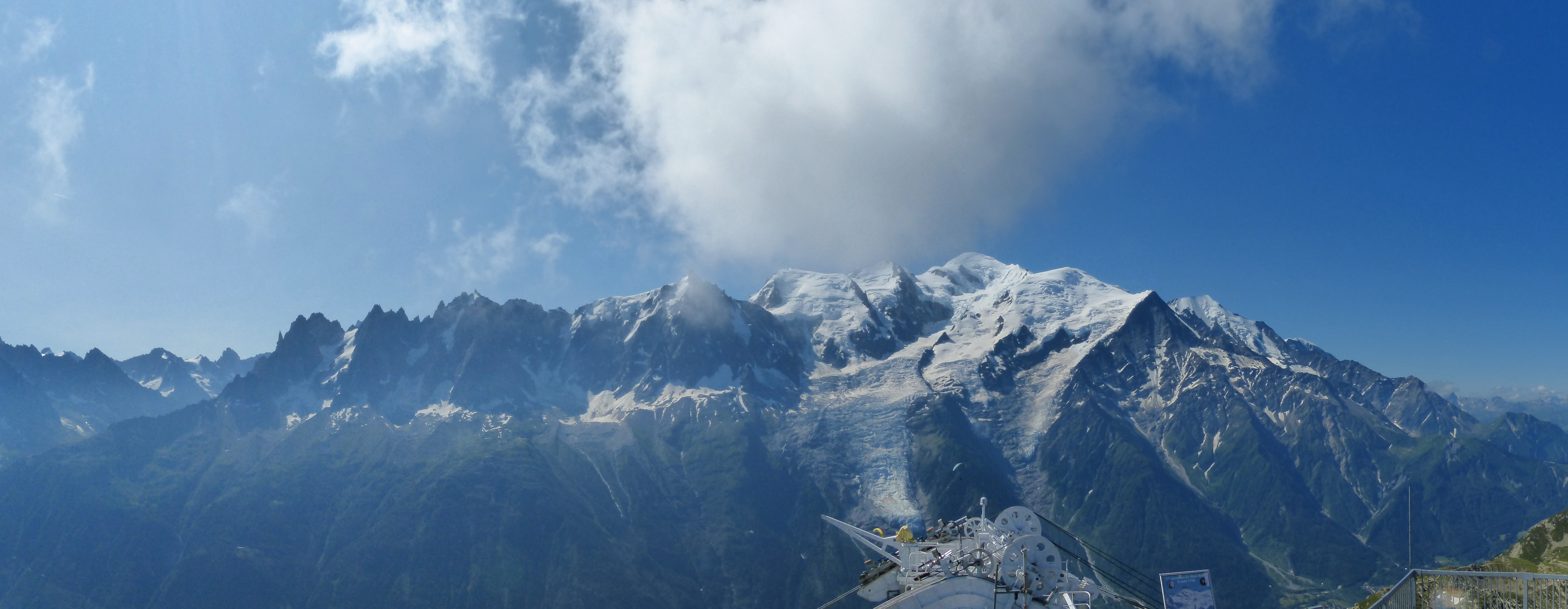
Le mont Blanc vu du Brévent en 2019